# Fortaleza Esporte Clube (futebol feminino)
Fortaleza Esporte Clube é um clube poliesportivo que está sediado na cidade de Fortaleza, no Nordeste do Brasil. Foi fundado em 18 de outubro de 1918, por Alcides Santos, um dos maiores esportistas cearenses, que se apaixonou pelo futebol durante o período em que estudou no College Stella, na Suíça.

## História

### Primórdios
No dia 6 de junho de 1971, se tem registro do primeiro jogo do Futebol Feminino do Clube, em um Clássico-Rainha. No ano de 2008, é reativado o departamento de futebol feminino do Fortaleza, com estreia pelo estadual de 2009, no dia 17 de Julho com vitória de 5x0, frente a equipe do Aliança, termina o estadual na terceira colocação.
No ano seguinte conquista o Campeonato Cearense de 2010, no dia 24 de junho após o empate em 0x0 com a equipe da Caucaia em jogo realizado no Estádio Moraizão. Após o Estadual, disputa a Copa do Brasil de 2010 enfrentando o Tiradentes-PI, perdendo em Teresina por 3x0 e no jogo de volta, empate em 1x1.[carece de fontes?]

### Década de 2010
Retorna as competições em 2013, terminando na terceira colocação, faz um hiato e disputa novamente em 2016, ficando com o vice-campeonato e perdendo a final para a equipe da Menina Olímpica. No estadual de 2019, fica com o vice-campeonato, disputando 10 partidas, com 6 vitórias e 4 derrotas. Em 2020, conquista mais um campeonato após vencer na grande final o Ceará Sporting Club por 1x0, gol de Taciana.

### Década de 2020

#### Perda de título aos 47 do segundo tempo e conquista no ano seguinte aos 47
No Campeonato Cearense de Futebol Feminino de 2021 chega a mais uma final, derrota no jogo de ida no Centro de Treinamento Ribamar Bezerra por 2x1 no jogo da volta após abrir 2x0 que daria o título levar o empate de 2x2, consegue o terceiro gol aos 43 minutos do segundo tempo após cobrança de pênalti que levaria a disputa para os pênaltis só que nos acréscimos Tainara marca o empate aos 47 minutos e decreta o título para as alvinegras.
No Campeonato Cearense de Futebol Feminino de 2022, chega a mais uma final, dessa vez conquistando o título aos 47 do segundo tempo com gol de Emily.

## Uniformes
De acordo com o artigo 113 do estatuto do clube, o uniforme principal das formações leoninas, denominada de Tradição, constitui-se de camisa com faixas horizontais nas três cores oficiais do clube, com calções azuis e meiões brancos. No segundo uniforme, denominado Glória, para quando jogar como visitante, constitui-se de camisa predominantemente na cor branca. O uniforme exatamente contrário ao primeiro uniforme leonino é, assim, composto por camisa predominantemente branca, calções brancos e meiões azuis, porém outros uniformes alternativos são também usados, dependendo do adversário que o clube enfrenta como visitante em suas partidas.[carece de fontes?]

### Jogadoras
- Camisa 1 (Tradição 2021): Camisa com listras horizontais azuis, brancas e vermelhas, calção azul e meias brancas;
- Camisa 2 (Glória 1970): Camisa branca, calção branco e meias azuis;
- Camisa 3 (Les Bleus): Camisa azul, calção azul, meias vermelhas;
- Camisa Nordestão (Sertão e Luar).

| 1º Uniforme | 2º Uniforme | 3º Uniforme | Nordeste |

### Goleiros
- Goleiro 1: Camisa verde, calção e meias verdes;
- Goleiro 2: Camisa vermelha, calção e meias vermelhas;
- Goleiro 3: Camisa azul, calção e meias azuis.

| Cores do Time · Cores do Time · Cores do Time · Cores do Time · Cores do Time | Cores do Time · Cores do Time · Cores do Time · Cores do Time · Cores do Time | Cores do Time · Cores do Time · Cores do Time · Cores do Time · Cores do Time |  |

### Centro de Treinamento Ribamar Bezerra - Local dos treinamentos e jogos

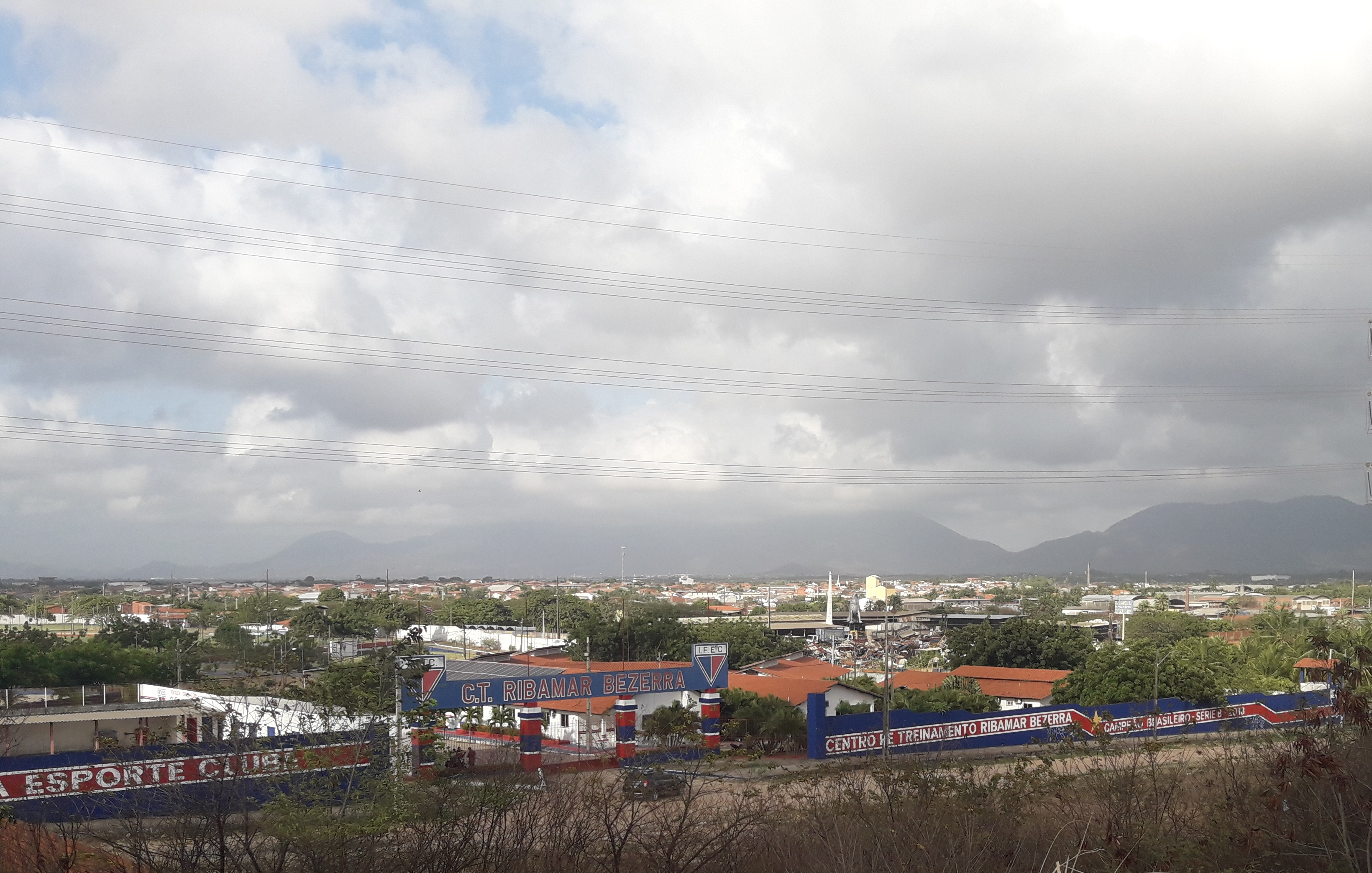
Vista do Centro de Treinamento Ribamar Bezerra

O Centro de Treinamento Ribamar Bezerra é o espaço de treinos do futebol feminino do Fortaleza e onde a equipe manda os jogos, localizado no bairro Alto Alegre II, na cidade de Maracanaú, começou a ser construído em agosto de 2007, em um terreno doado pela prefeitura, por iniciativa do então presidente do Instituto Fortaleza Esporte e Cultura (IFEC), Ribamar Bezerra. A estrutura conta com seis campos de futebol e espaços para outras modalidades.

## Desempenho em Competições Nacionais
| Copa do Brasil de Futebol Feminino | Copa do Brasil de Futebol Feminino | Copa do Brasil de Futebol Feminino | Copa do Brasil de Futebol Feminino | Copa do Brasil de Futebol Feminino | Copa do Brasil de Futebol Feminino | Copa do Brasil de Futebol Feminino | Copa do Brasil de Futebol Feminino | Copa do Brasil de Futebol Feminino | Copa do Brasil de Futebol Feminino |
| ANO                                | COLOCAÇÃO                          | PG                                 | JOGOS                              | VITÓRIA                            | EMPATE                             | DERROTA                            | GP                                 | GC                                 | SG                                 |
| ---------------------------------- | ---------------------------------- | ---------------------------------- | ---------------------------------- | ---------------------------------- | ---------------------------------- | ---------------------------------- | ---------------------------------- | ---------------------------------- | ---------------------------------- |
| 2010                               | 1ª Fase                            | 1                                  | 2                                  | 0                                  | 1                                  | 1                                  | 1                                  | 4                                  | 3                                  |

| Campeonato Brasileiro de Futebol Feminino | Campeonato Brasileiro de Futebol Feminino | Campeonato Brasileiro de Futebol Feminino | Campeonato Brasileiro de Futebol Feminino | Campeonato Brasileiro de Futebol Feminino | Campeonato Brasileiro de Futebol Feminino | Campeonato Brasileiro de Futebol Feminino | Campeonato Brasileiro de Futebol Feminino | Campeonato Brasileiro de Futebol Feminino | Campeonato Brasileiro de Futebol Feminino | Campeonato Brasileiro de Futebol Feminino |
| ANO                                       | COLOCAÇÃO                                 | PG                                        | JOGOS                                     | VITÓRIA                                   | EMPATE                                    | DERROTA                                   | GP                                        | GC                                        | SG                                        | %                                         |
| ----------------------------------------- | ----------------------------------------- | ----------------------------------------- | ----------------------------------------- | ----------------------------------------- | ----------------------------------------- | ----------------------------------------- | ----------------------------------------- | ----------------------------------------- | ----------------------------------------- | ----------------------------------------- |
| 2020                                      | 7º                                        | 17                                        | 9                                         | 5                                         | 1                                         | 3                                         | 26                                        | 5                                         | 21                                        | 63%                                       |
| 2021                                      | 11º                                       | 15                                        | 7                                         | 4                                         | 3                                         | 0                                         | 13                                        | 1                                         | 12                                        | 71,42%                                    |
| 2022                                      | 8º                                        | 9                                         | 8                                         | 2                                         | 3                                         | 3                                         | 7                                         | 6                                         | 1                                         | 37,5%                                     |
| 2023                                      | 6º                                        | 17                                        | 9                                         | 5                                         | 2                                         | 2                                         | 12                                        | 10                                        | 2                                         | 63%                                       |
| 2024                                      | -                                         | -                                         | -                                         | -                                         | -                                         | -                                         | -                                         | -                                         | -                                         | - %                                       |

| Campeonato Brasileiro de Futebol Feminino Sub-18 | Campeonato Brasileiro de Futebol Feminino Sub-18 | Campeonato Brasileiro de Futebol Feminino Sub-18 | Campeonato Brasileiro de Futebol Feminino Sub-18 | Campeonato Brasileiro de Futebol Feminino Sub-18 | Campeonato Brasileiro de Futebol Feminino Sub-18 | Campeonato Brasileiro de Futebol Feminino Sub-18 | Campeonato Brasileiro de Futebol Feminino Sub-18 | Campeonato Brasileiro de Futebol Feminino Sub-18 | Campeonato Brasileiro de Futebol Feminino Sub-18 | Campeonato Brasileiro de Futebol Feminino Sub-18 |
| ANO                                              | COLOCAÇÃO                                        | PG                                               | JOGOS                                            | VITÓRIA                                          | EMPATE                                           | DERROTA                                          | GP                                               | GC                                               | SG                                               | %                                                |
| ------------------------------------------------ | ------------------------------------------------ | ------------------------------------------------ | ------------------------------------------------ | ------------------------------------------------ | ------------------------------------------------ | ------------------------------------------------ | ------------------------------------------------ | ------------------------------------------------ | ------------------------------------------------ | ------------------------------------------------ |
| 2020                                             | 9º                                               | 9                                                | 6                                                | 3                                                | 0                                                | 3                                                | 14                                               | 11                                               | 3                                                | 50%                                              |
| 2021                                             | 13ª                                              | 8                                                | 6                                                | 2                                                | 2                                                | 2                                                | 13                                               | 8                                                | 5                                                | 44,44%                                           |

| Campeonato Brasileiro de Futebol Feminino Sub-20 | Campeonato Brasileiro de Futebol Feminino Sub-20 | Campeonato Brasileiro de Futebol Feminino Sub-20 | Campeonato Brasileiro de Futebol Feminino Sub-20 | Campeonato Brasileiro de Futebol Feminino Sub-20 | Campeonato Brasileiro de Futebol Feminino Sub-20 | Campeonato Brasileiro de Futebol Feminino Sub-20 | Campeonato Brasileiro de Futebol Feminino Sub-20 | Campeonato Brasileiro de Futebol Feminino Sub-20 | Campeonato Brasileiro de Futebol Feminino Sub-20 | Campeonato Brasileiro de Futebol Feminino Sub-20 |
| ANO                                              | COLOCAÇÃO                                        | PG                                               | JOGOS                                            | VITÓRIA                                          | EMPATE                                           | DERROTA                                          | GP                                               | GC                                               | SG                                               | %                                                |
| ------------------------------------------------ | ------------------------------------------------ | ------------------------------------------------ | ------------------------------------------------ | ------------------------------------------------ | ------------------------------------------------ | ------------------------------------------------ | ------------------------------------------------ | ------------------------------------------------ | ------------------------------------------------ | ------------------------------------------------ |
| 2022                                             | 13º                                              | 8                                                | 6                                                | 2                                                | 2                                                | 2                                                | 5                                                | 4                                                | 1                                                | 44,44%                                           |
| 2023                                             | 7ª                                               | 12                                               | 11                                               | 3                                                | 3                                                | 5                                                | 16                                               | 21                                               | -5                                               | 36,36%                                           |

## Desempenho em Competições Estaduais
| Estadual | Estadual  | Estadual | Estadual | Estadual | Estadual | Estadual | Estadual | Estadual | Estadual |
| ANO      | COLOCAÇÃO | PG       | JOGOS    | VITÓRIA  | EMPATE   | DERROTA  | GP       | GC       | SG       |
| -------- | --------- | -------- | -------- | -------- | -------- | -------- | -------- | -------- | -------- |
| 2009     | 3º        | 25       | 14       | 7        | 4        | 3        | 33       | 8        | 25       |
| 2010     | 1º        | 23       | 14       | 8        | 2        | 4        | 57       | 16       | 41       |
| 2013     | 4º        | 9        | 9        | 3        | 0        | 6        | 12       | 22       | 10       |
| 2016     | 2º        | 10       | 6        | 3        | 1        | 3        | 24       | 5        | 19       |
| 2019     | 2º        | 18       | 10       | 6        | 0        | 4        | 39       | 12       | 27       |
| 2020     | 1º        | 17       | 9        | 5        | 2        | 2        | 38       | 7        | 31       |
| 2021     | 2º        | 16       | 9        | 5        | 1        | 3        | 32       | 8        | 24       |
| 2022     | 1º        | 19       | 8        | 6        | 1        | 1        | 57       | 3        | 54       |
| 2023     | -         | -        | -        | -        | -        | -        | -        | -        | -        |

### Artilharia
- Elizete Araujo com 18 gols no Cearense de 2010
- Natalia do Nascimento com 9 gols no Cearense de 2020
- Letícia Gabrielle com 9 gols no Cearense de 2021
- Isabella Mendes com 11 gols no Cearense de 2022

## Principais Títulos
| Principais Títulos                           | Principais Títulos | Principais Títulos | Principais Títulos |
| Competição                                   | Títulos            | Temporadas         |                    |
| -------------------------------------------- | ------------------ | ------------------ | ------------------ |
| Campeonato Cearense de Futebol Feminino      | 3                  | 2010, 2020 e 2022  |                    |
| Campeão da II Copa Meninas de Iracema Adulta | 1                  | 2010               |                    |
| Copa Gol de Placa Feminino                   | 1                  | 2010               |                    |
| Torneio do Dia Internacional da Mulher       | 1                  | 2010               |                    |

### Categorias de base
| Principais Títulos                           | Principais Títulos | Principais Títulos | Principais Títulos |
| Competição                                   | Títulos            | Temporadas         |                    |
| -------------------------------------------- | ------------------ | ------------------ | ------------------ |
| Campeão da II Copa Meninas de Iracema Sub-17 | 1                  | 2010               |                    |